# Samuel Locke
Samuel Gotthelf Locke (* 20. August 1710 in Eisenberg; † 4. Oktober 1793 in Dresden) war ein deutscher Baumeister des späten Dresdner Barock.

## Leben

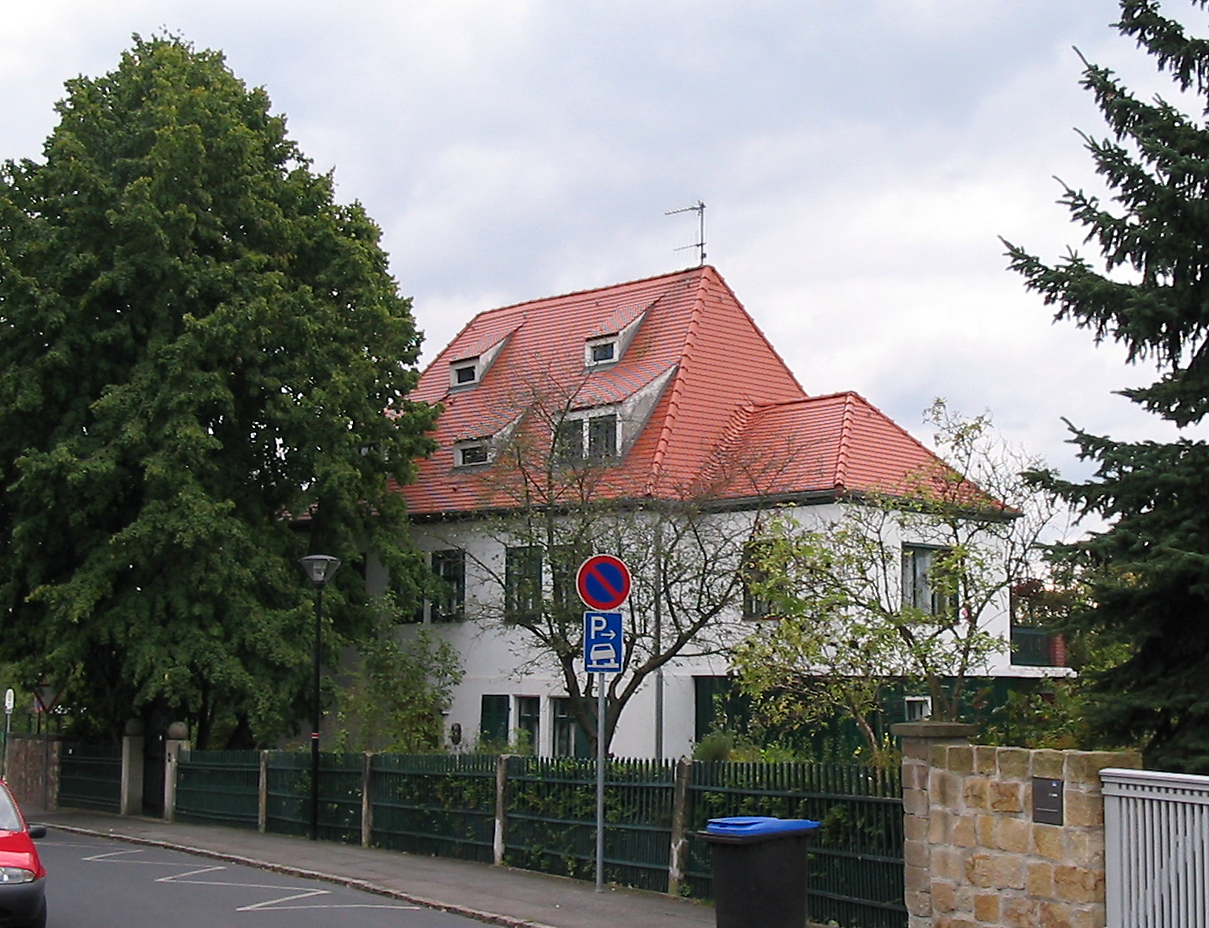
Lockes Wohnhaus: Kyau-Haus, links die 300-jährige Kyaulinde

Samuel Locke wurde als Sohn des Röhrmeisters Christoph Locke geboren. Nachdem er zum Maurermeister ausgebildet wurde, arbeitete er zuerst bei Longuelune, danach bei Johann Christoph Knöffel als Zeichner. So entstanden von 1734 bis 1745 mehr als 40 Blätter.
1739 erwarb er das Dresdner Bürgerrecht und trat eine feste Stelle als Baukondukteur des Land- und Grenzkommissars Adam Friedrich Zürner an. Als Maurermeister der Katholischen Hofkirche Dresden wirkte er 1746 bis 1750 als Nachfolger von Steinmetz und Maurermeister Johann Tobias Lehmann (1739–1746).
Ab 1742 half er Carl Friedrich Pöppelmann bei dessen Arbeit als Akzise-Baudirektor, ab 1751 war er Kondukteur im Oberbauamt. Danach unterstützte er Johann Christoph Knöffel bei dessen Arbeit als Akzise-Baudirektor. 1752 arbeitete er unter Oberlandbaumeister Julius Heinrich Schwarze als General-Akzise-Baudirektor.
1783 gab Locke das Werk „Von der Verbindung und Uebereinanderstellung der Säulen“ heraus, wodurch er auch auf dem Gebiet der Architekturtheorie tätig wurde.
Bekannt wurde Locke durch verschiedene Entwürfe zahlreicher Dresdner Wohnhäuser. Johann Christian Hasche führt 25 Bauten auf, die er Locke zuschreibt. Stefan Hertzig zufolge soll Samuel Locke in der Zeit vor dem Siebenjährigen Krieg den Blauen Stern (1748) erbaut haben. In der Zeit nach dem Siebenjährigen Krieg entstand nach Lockes Entwürfen das Börnersche Haus, das Klepperbeinsche Haus, sowie das Chiapponische Haus (alle 1761). Anschließend das Zittelsche Haus (1784/1765) und das Hôtel de Pologne (1766/1767). Durch seinen Sohn Samuel Gottlieb Locke entstand 1768 das Nauzsche Haus, weiter das Weigelsche Haus, Neumarkt und das Cäsarsche Haus, Schlössergasse 25.
Eines der vielen, nicht mehr in Dresden erhaltenen Bauten war die Alte Reformierte Kirche, die dem Neubau des Dresdner Rathauses weichen musste. Das ab 1754 von ihm als Wohnhaus genutzte und umgebaute Kyau-Haus, ein Weinberghaus unweit des Augustusweges in Radebeul, blieb jedoch erhalten. Die Rathausbauten – das Rathaus in Wilsdruff und das Radeberger Rathaus – wurden lediglich unter Beteiligung des Samuel Locke errichtet bzw. später grundlegend verändert. Auf dem Inneren Neustädter Friedhof in Dresden befindet sich seine letzte Ruhestätte.

## Werke (Auswahl)

### Bauten
- Goldene Sonne, Dresden
- Moritzstraße 6, Dresden

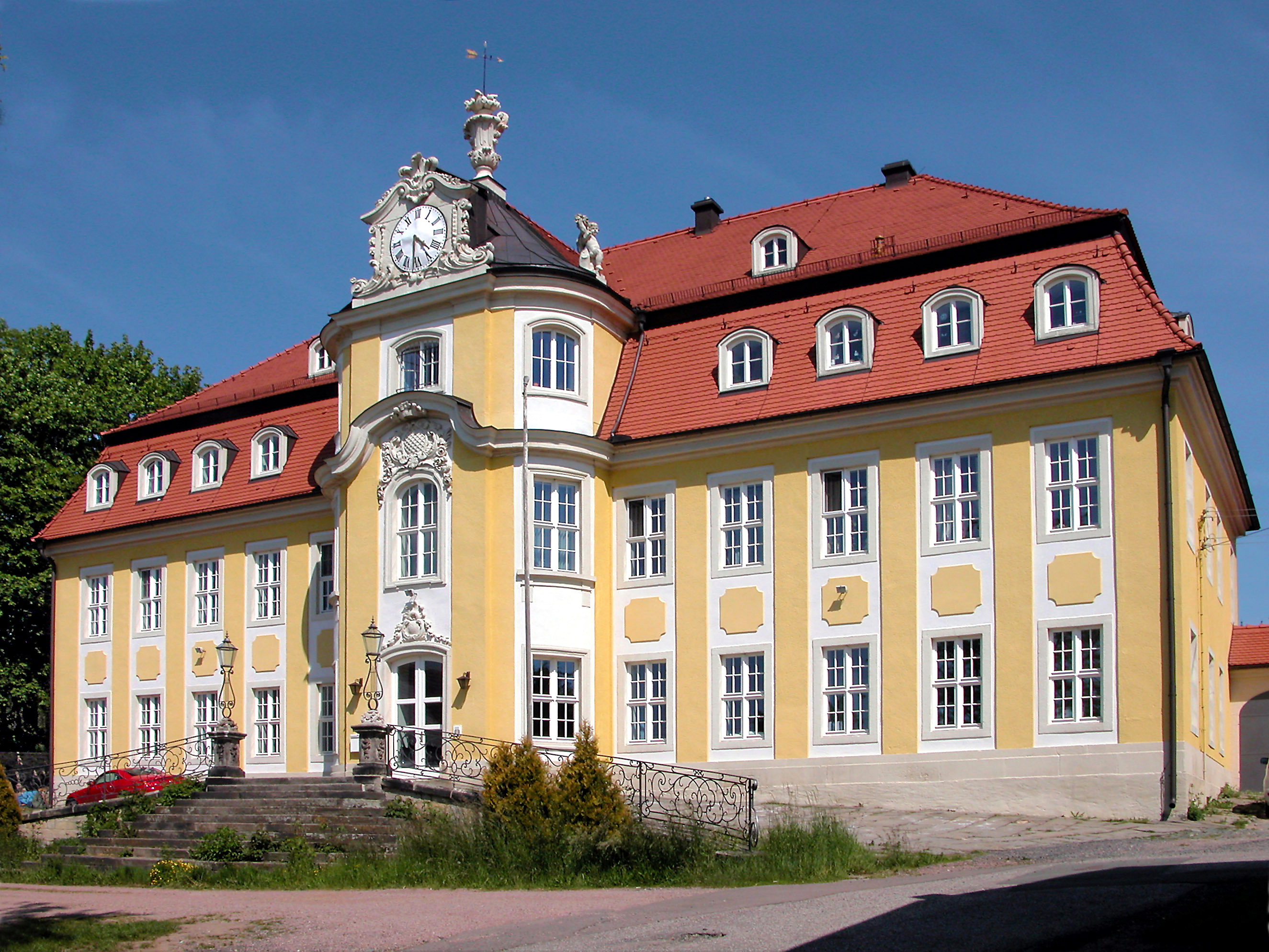
Schloss Choren

- Schloss Elsterwerda, Mitarbeit 1730–1737 (mit Knöffel, Entwurf Pöppelmann)
- Schloss Grochwitz in Herzberg (Elster), Entwurf 1736
- Häuser Moritzstraße 10 und 14, Dresden, um 1740
- Thielemannsches Haus, Große Meißner Gasse 13, Dresden
- Köhlersches Haus, Frauenstraße 14, Dresden, 1749
- Kyau-Haus in Radebeul-Oberlößnitz, Umbau 1754
- Schloss Choren, Neubau 1755
- Haus Moritzstraße 19, Dresden, nach 1760
- Marienkirche Werdau, Wiederaufbau 1756–64
- Stadtkern und Kirche Ruhland / Oberlausitz, Wiederaufbau 1768–74
- Marienkirche (Großenhain), Turmentwurf 1773
- Kirche Prausitz, Neubau 1775/76
- Cäsarsches Haus, 1781
- Rathaus Radeberg

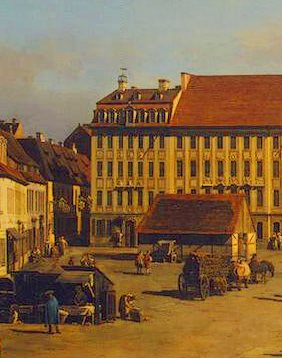
Goldene Sonne, Neustädter Markt 5, Dresden
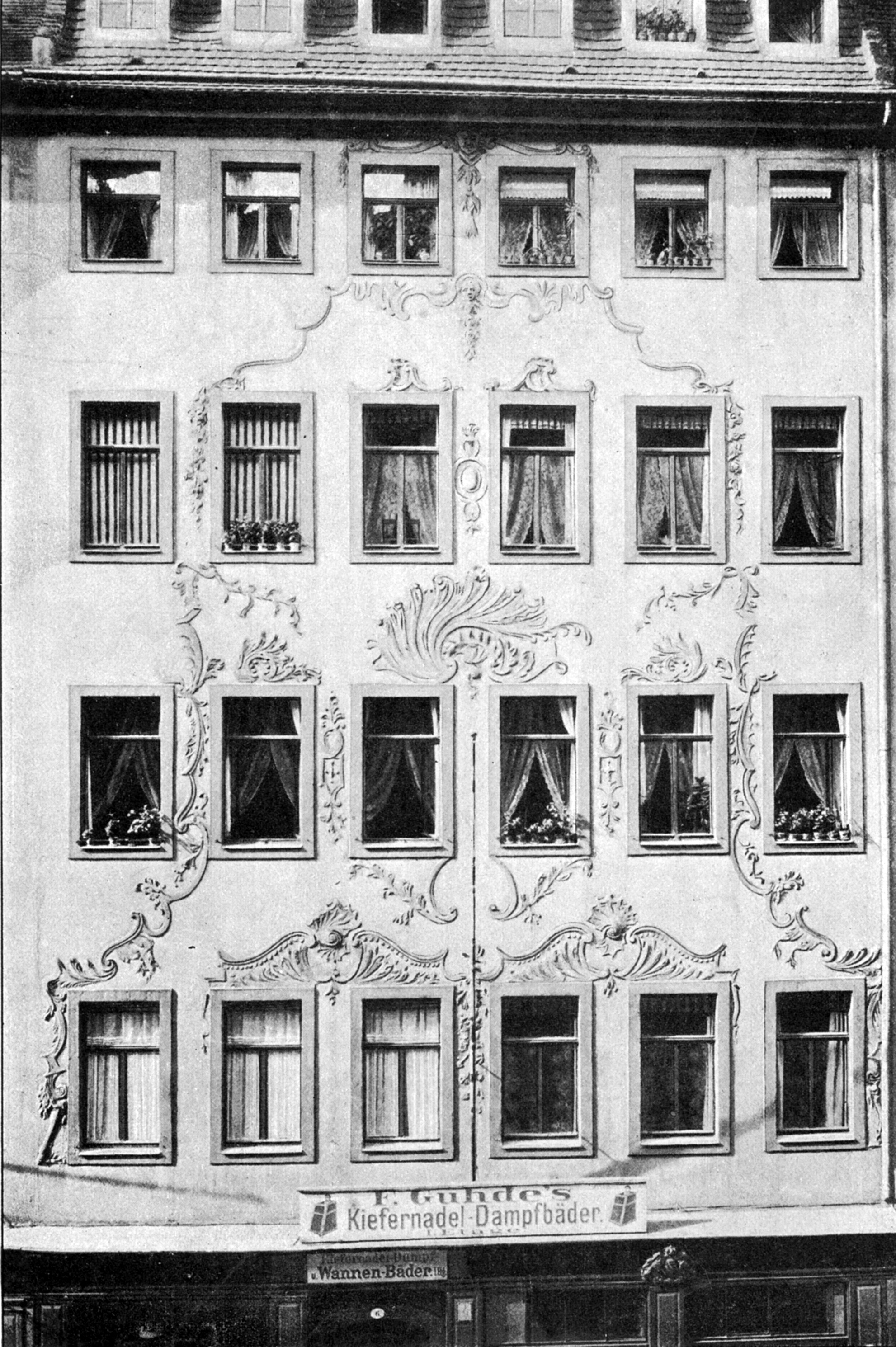
Moritzstraße 6, Dresden
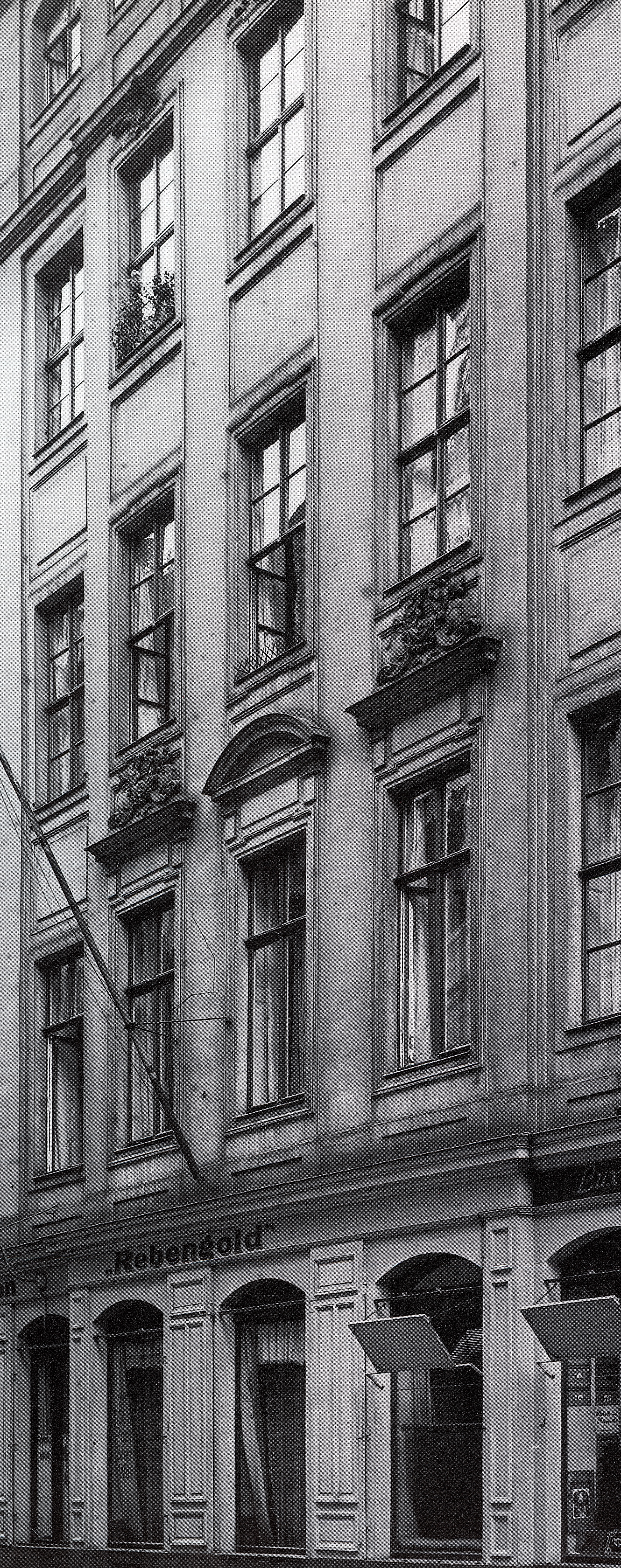
Cäsarsches Haus, Dresden
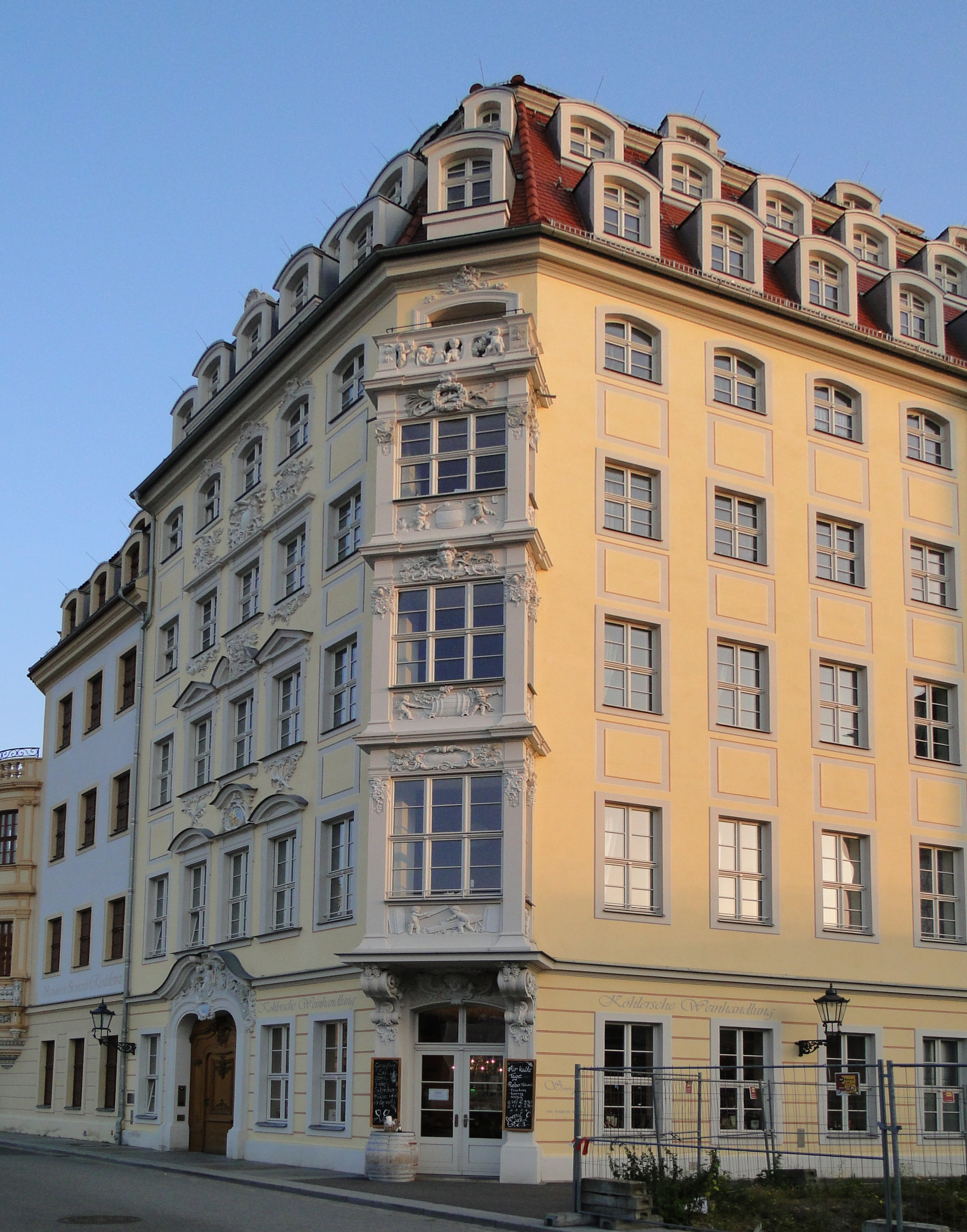
Köhlersches Haus, Frauenstraße 14, Dresden
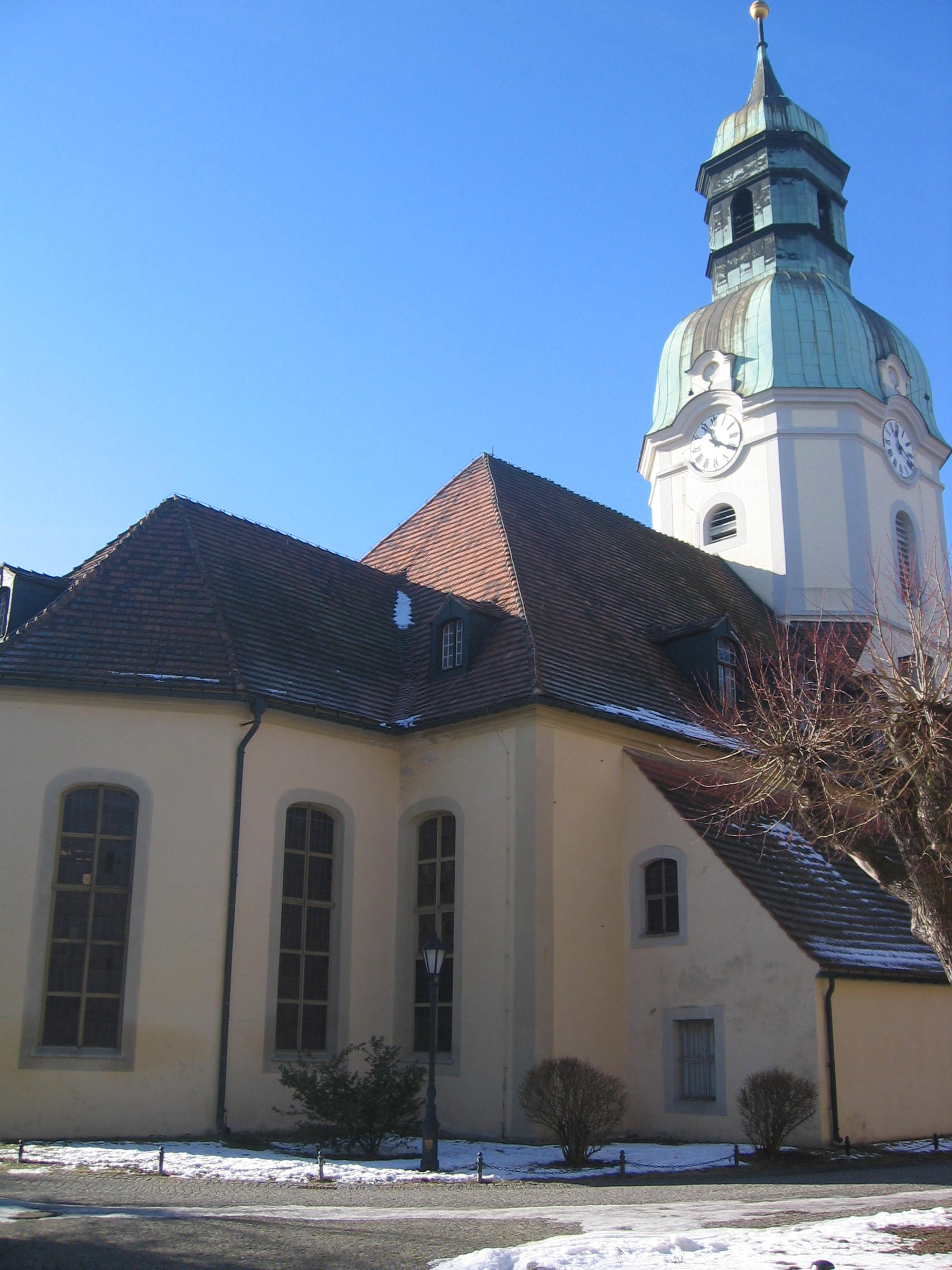
Kirche Ruhland, Oberlausitz
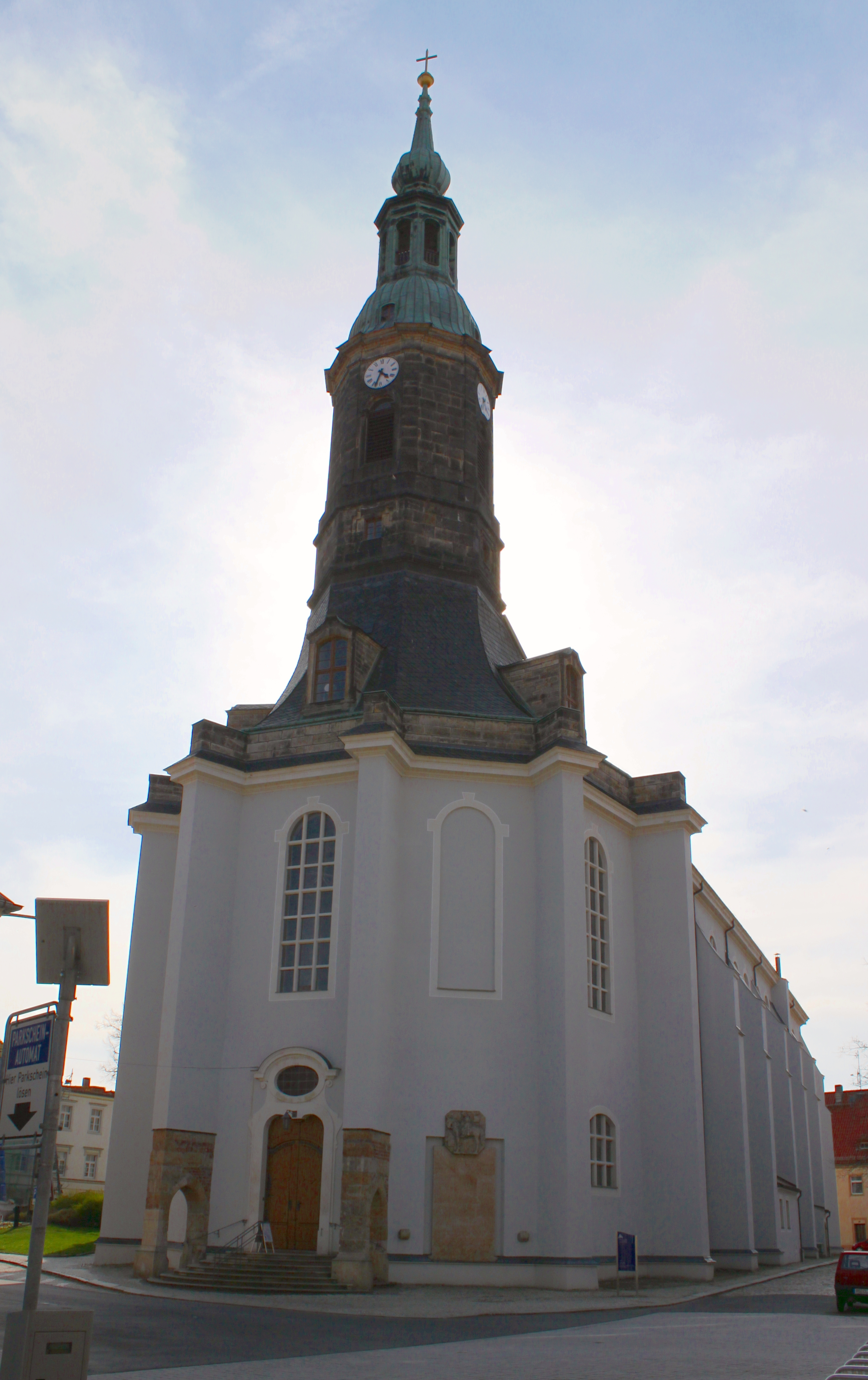
Marienkirche (Großenhain), Turm
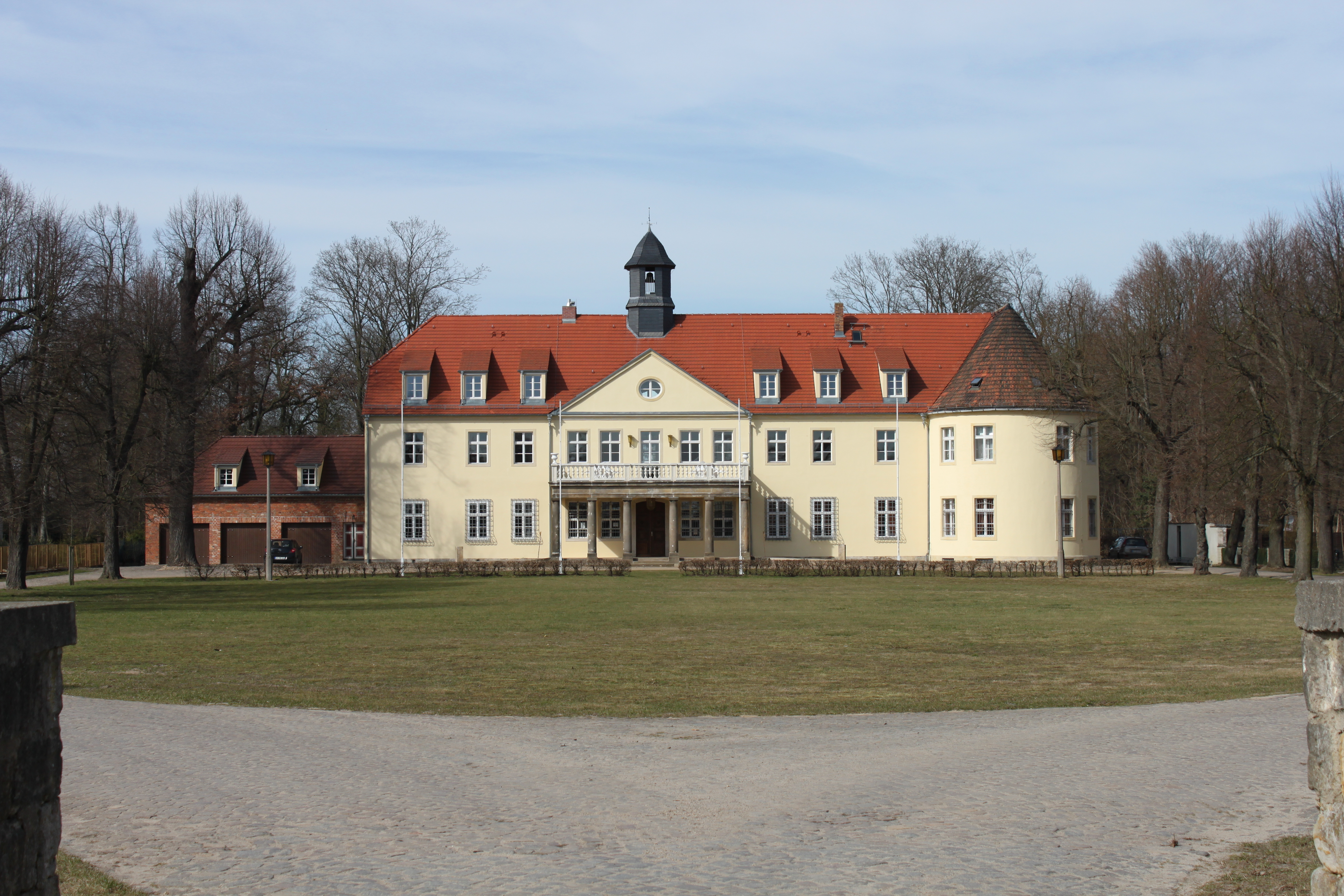
Schloss Grochwitz
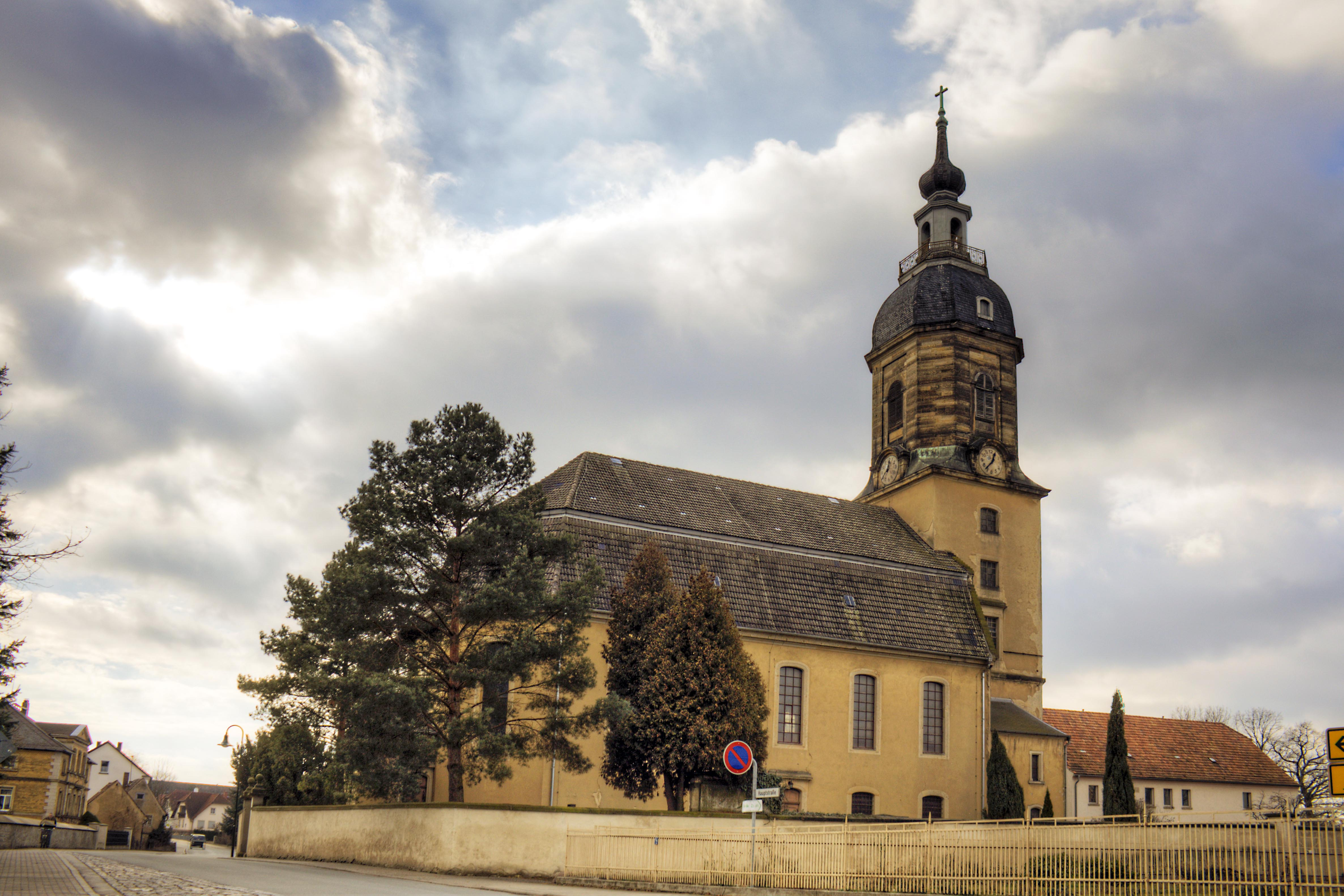
Kirche Prausitz
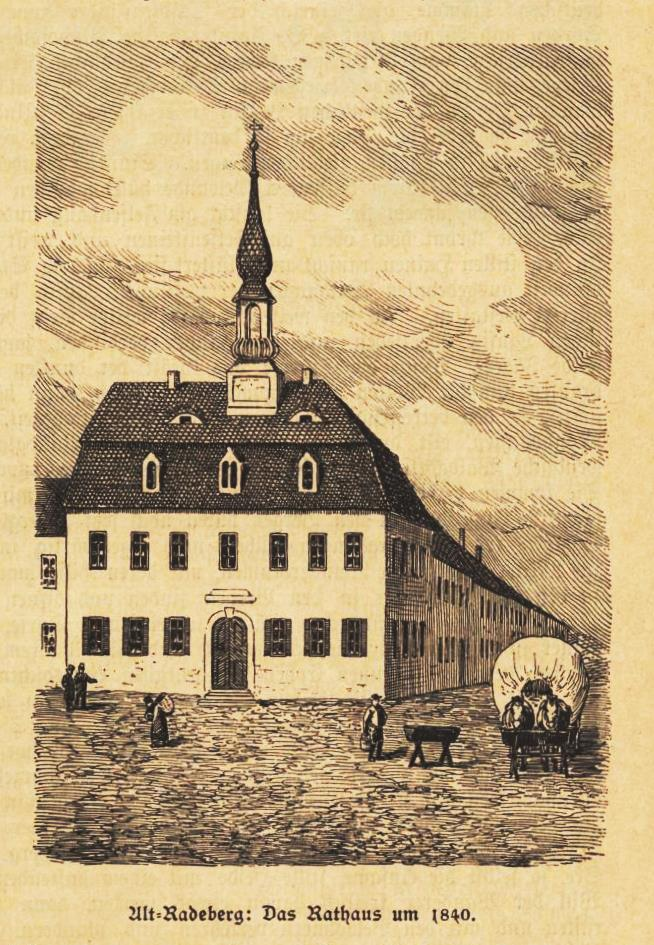
Rathaus in Radeberg (vor dem Umbau 1822)

### Schriften
- Die Verbindung und Uebereinanderstellung der Säulen. 1783, verlegt bei Johann Samuel Gerlach in Dresden (u. a. Sammlung Deutsche Architekturbücher zur Zivilbaukunst des 18. Jahrhunderts der Bauhausuniversität Weimar und Kunstbibliothek der Staatlichen Museen zu Berlin – Preußischer Kulturbesitz).